# Dihidroergocristina
La Dihidroergocristina es un alcaloide ergótico. Es uno de los componentes del mesilato ergoloide, junto a la dihidroergocornina y dihidroergocriptina,  